# Nissim Ezekiel
Nissim Ezekiel (* 16. Dezember 1924 in Bombay, Präsidentschaft Bombay, Britisch-Indien; † 9. Januar 2004 in Mumbai, Maharashtra, Indien) war ein indischer Dichter, Dramatiker und Literaturkritiker, der neben Dom Moraes und A. K. Ramanujan zu den Wegbereitern der Literatur der Moderne in der indischen englischsprachigen Literatur gehört.

## Leben
Nissim Ezekiel stammte aus einer an der Malabarküste beheimateten und zu den Beni Israel gehörenden indisch-jüdischen Familie. Er war der Sohn eines Professors für Botanik und Zoologie sowie Rektors mehrerer Colleges, während seine Mutter Rektorin einer von ihrer gegründeten Schule war. Nach dem Besuch verschiedener Missionsschulen begann er ein grundständiges Studium am 1832 gegründeten John Wilson Education Society’s Wilson College in Bombay, das er mit einem Bachelor of Arts (B.A.) mit Auszeichnung beendete. Bereits während seines dortigen darauffolgenden postgradualen Studiums im Fach Englische Literatur war er in Teilzeit als Lehrer an der Hansraj Morarji Public School tätig. Er schloss sein Examen als Master of Arts (M.A. English Literature) als Jahrgangsbester ab und unterrichtete daraufhin zwischen 1947 und 1948 am Guru Nanak Khalsa College in Bombay. 1948 begann er mit finanzieller Unterstützung durch ein R. K. Lagu-Stipendium ein Studium der Philosophie am Birkbeck College der University of London, das er 1952 beendete. Noch in London veröffentlichte er 1952 seinen ersten Gedichtband A Time to Change und kehrte anschließend als Decksmann auf einem Frachtschiff nach Indien zurück.
Nach seiner Rückkehr aus England arbeitete Ezekiel von 1952 bis 1954 als Redakteur der Illustrated Weekly of India und war zudem zwischen 1952 und 1962 als Moderator von Sendungen über Kunst und Literatur für den öffentlich-rechtliche Hörfunksender All India Radio tätig. 1953 veröffentlichte er seinen zweiten Gedichtband Sixty Poems. Er war zudem 1961 Mitbegründer der literarischen Monatszeitschrift Imprint und zwischen 1961 und 1972 Leiter der Abteilung für englische Sprache des Mithibai College in Bombay. Daneben engagierte er sich von 1966 bis 1967 als Herausgeber der Literaturzeitschrift Poetry India. Während seiner gesamten beruflichen Tätigkeiten veröffentlichte er weiterhin als Gedichte und gab zudem viele Sammlungen und einige Theaterstücke heraus. 1976 übersetzte er auch Gedichte aus Marathi. Für den Band Latter-Day Psalms (1982) erhielt er 1983 den Sahitya Akademi Award für englische Sprache. Für seine Verdienste um die indische Literatur wurde er 1988 zudem mit dem Padma Shri ausgezeichnet, der vierthöchste indische Zivilorden nach dem Bharat Ratna, dem Padma Vibhushan und dem Padma Bhushan.
Neben Dom Moraes und A. K. Ramanujan gehörte Nissim Ezekiel zu den Wegbereitern der Moderne#Literatur der Moderne in der indischen englischsprachigen Literatur und fungierte als Mentor für jüngere Dichter Adil Jussawalla und Gieve Patel. Er war außerdem Mitherausgeber der Belletristik- und Poesie-Anthologie, Another India (1990). Er war ein ironischer Modernist mit außergewöhnlicher Versatilität in traditionellen und experimentellen Formen. Existentielle Themen des indischen Großstadtlebens und der Auseinandersetzung mit Gott wurden in seinen Werken oft als Rollenlyrik präsentiert. Sein Werk umkreist, ironisch analysierend und skeptisch, Gefühle des Verlustes und der Isolation eines orientalischen Juden in einer hinduistischen Welt, der sich dennoch unter dem Einfluss vedischer Hymnen, altindischer Liebesgedichte und lokaler Themen als indischer Dichter erweist. Zu seinen Gedichten gehören unter anderem „Night of the Scorpion“, „The Patriot“, „Poet, Lover, Birdwatcher“, „The Professor“, „Philosophy“, „Minority Poem“, „Jewish Wedding in Bombay“, „The Hill“, „Urban“, „Goodbye Party For Miss Pushpa T.S.“, „Soap“ und „Island“.
Ezekiel, der seit 1952 verheiratet war, litt in seinen letzten Lebensjahren an der Alzheimer-Krankheit.

## Veröffentlichungen
- A Time to Change, Gedichte, 1952
- Sixty Poems, Gedichte, 1953
- The Third, Gedichte, 1959
- The Unfinished Man. Poems written in 1959, Gedichte, 1960
- The Exect Name. Poems, Gedichte, 1965
- Three Plays, Dramen, 1969
- Hymns in Darkness, Gedichte, 1976
- Latter-Day Psalms, Gedichte, 1982
- Another India. An anthology of contemporary Indian fiction and poetry, Anthologie, Mitherausgeber, 1990
- Collected poems. 1952–1988, Vorwort Gieve Patel, 1992, ISBN 978-0-19-563012-1
- Selected prose, 1992
- Don’t call it suicide. A tragedy, 1993
- Collected poems, 2005

## Hintergrundliteratur
- Rajeev Taranath, Meena Belliappa: The poetry of Nissim Ezekiel, 1966
- Chetan Karnani: Nissim Ezekiel, 1974
- Richard Lawrence Miller, David Ray: Nissim Ezekiel, 1982
- Emmanuel Narendra Lall: The poetry of encounter. Three Indo-Anglian poets, Dom Moraes, A.K. Ramanujan, and Nissim Ezekiel, 1983
- Brockhaus Enzyklopädie. 19. Auflage. Band 7, 1988, ISBN 3-7653-1107-3, S. 42
- Harish Raizada: Nissim Ezekiel, Poet of Human Balance, 1992
- Nilufer E. Bharucha, Vrinda Nabar (Herausgeber): Mapping cultural spaces. Postcolonial Indian literature in English. Essays in honour of Nissim Ezekie, 1998
- Jaydipsinh Dodiya: Indian English Poetry. Critical Perspectives, 2000, ISBN 978-81-7625-111-2 (Onlineversion), S. 247 ff. u. a.
- Ramachandrapurapu Raj Rao: Nissim Ezekiel. The authorized biography, 2000
- K. V. Surendran: Indian Writing. Critical Perspectives, 2000, ISBN 978-81-7625-113-6 (Onlineversion), S. 262 ff.
- Sanjit Mishra: Poetic Art Of Nissim Ezekiel, 2001
- U. S. Rukhaiyar, Amar Nath Prasad: Studies in Indian Poetry in English, 2002, ISBN 978-81-7625-265-2 (Onlineversion), S. 88 ff.
- A. Raghu: The Poetry of Nissim Ezekiel, 2003, ISBN 978-81-269-0086-2 (Onlineversion)
- Gero von Wilpert: Lexikon der Weltliteratur. Fremdsprachige Autoren. Band I: A–K. Stuttgart 2004, 2008, ISBN 978-3-520-84301-2, S. 556.
- Amar Nath Prasad: Indian Poetry In English: Roots And Blossoms, Band 1, 2007 (Onlineversion), S. 139–193
- Havovi Anklesaria, Santan Rodrigues: Nissim Ezekiel Remembered, 2008
- Anisur Rahman: Form and Value in the Poetry of Nissim Ezekiel, 1981, ISBN 978-0-8364-0731-0 (Onlineversion)
- Sandeep K. Thorat: Indian Ethos and Culture in Nissim Ezekiel’s Poetry. A Critical Study, 2018, ISBN 978-81-269-2753-1